# روی کراسلی
روی کراسلی (انگلیسی: Roy Crossley؛ ۱۶ اکتبر ۱۹۲۳ – 2003 (aged 80)) بازیکن فوتبال اهل بریتانیا بود.
از باشگاه‌هایی که در آن بازی کرده‌است می‌توان به باشگاه فوتبال هادرزفیلد تاون و باشگاه فوتبال استوک سیتی اشاره کرد.